# Cozonac secuiesc
Cozonac secuiesc (en hongarès kürtőskalács prounciat: [ˈKyrtøːʃkɒlaːt͡ʃ]; de vegades com a Kurtosh Kalach; en romanès: colac/cozonac secuiesc; en alemany: Baumstriezel) és una pasta tradicional dels hongaresos de Transsilvània, més concretament del País sícul.
Fou originalment popular a les regions de parla hongaresa de Romania, més predominantment a la terra de Székely, i es va popularitzar tant a Hongria com a Romania. El primer registre escrit data de 1679 i es va trobar al poble d'Úzdiszentpéter (actual Sânpetru de Câmpie), mentre que la primera recepta apareix en un llibre de cuina manuscrit datat el 1781. Abans era un regal festiu, ara forma part del consum diari. A Transsilvània, una pastisseria similar a Kürtőskalács és Baumstriezel, originària de les comunitats saxones.
El kurtoskalacs està fet, dolç llevat massa (elevada massa), dels quals es fa girar una tira i, a continuació embolicat al voltant d'un tronc de cocció en forma de con saliva, i laminat en el sucre granulat. Es rosteix sobre carbó vegetal mentre es posa amb mantega fosa, fins que la seva superfície es converteixi en un color marró daurat. Durant el procés de cocció, el sucre es va enganxar als kürtőskalács es caramelitza i forma una crosta brillant i cruixent. La superfície del pastís es pot completar amb ingredients addicionals com ara nous de noguera moltes canyella en pols.

## Etimologia
El nom es refereix a un tub de l'estufa (kürtő), ja que el pastís fresc i fumat en forma de con truncat s'assembla a una xemeneia calenta.
Aquesta opinió és compartida per Attila T. Szabó, erudit i filòleg de Cluj-Napoca: "... quan es treu de l'espit d'una sola peça, el pastís adopta la forma d'un 25–30-centimetre ventilació o tub llarg. Atès que el pastís es serveix en forma tubular a la família i als hostes, i els consumidors s'enfronten a aquesta típica imatge de la massa que s'arrenca per tires, és evident que s'ha de donar el seu nom a la forma de ventilació del pastís".
Al llarg dels segles, s'han utilitzat diversos noms alternatius i grafies de "kürtőskalács". Es van esmentar més referències fins i tot al segle xix (per exemple, dorongfánk "spit-donut" o botratekercs 'roll roll' o botfánk 'stick-donut'). El nom "kürtőskalács" es va originar a Transsilvània i es va popularitzar només a mitjan segle xx. Fins a finals de segle tenia grafies diferents (per exemple, s'escrivia amb "ö") com a kürtöskalács ('pastís de trompa') o en dues paraules, com en kürtős kalács. La variant actual "kürtőskalács" es va utilitzar per primera vegada en un llibre imprès en un llibre de cuina, publicat el 1926 pel departament de llibres de 'Brassói Lapok', un diari de Brașov.
S'han fet passos per registrar kürtőskalács a la Unió Europea com a producte de denominació d'origen protegida (DOP).

## Història
El primer registre conegut que deixa entreveure una família de pastissos cuits a l'hora d'escopir sobre les cendres es remunta a l'època medieval (aproximadament el 1450) i es troba en un manuscrit de Heidelberg. A la descripció es menciona una tira de massa aixecada que s'ha d'enrotllar en forma d'hèlix al voltant d'una escopeta de forn, i raspallar-la amb rovell d'ou abans de coure-la.
Al segle xvi, l'evolució de la família dels pastissos es va desenvolupar en tres branques. La primera branca conté brioixeria que conservava la imatge de la coca similar a l'esmentada anteriorment, amb una tira enrotllada a l'espit en forma helicoidal. Els Szekler Kurtoskalacs -Húngaro, Skalicky trdelník (trdelník de Skalica), i la República Txeca - Moràvia Trdlo / trdelnice / trdelník, que és pràcticament la mateixa que l'última, així com la kürtősfánk (rosquilla kürtősh) pertanyen a aquesta branca. La segona branca té uns pastissos fets de massa, és a dir, els lituans raguolis i šakotis, Sekacz polonesa, els francesos pastís a la fermall, l'alemany Baumkuchen, l'austríac Prügertorte i Prügelkrapfen així com el suec spettekaka. La tercera branca està representada per un pastís, el Baumstriezel transsilvà i saxó, on es col·loca una tira de massa contínua a la brasa.

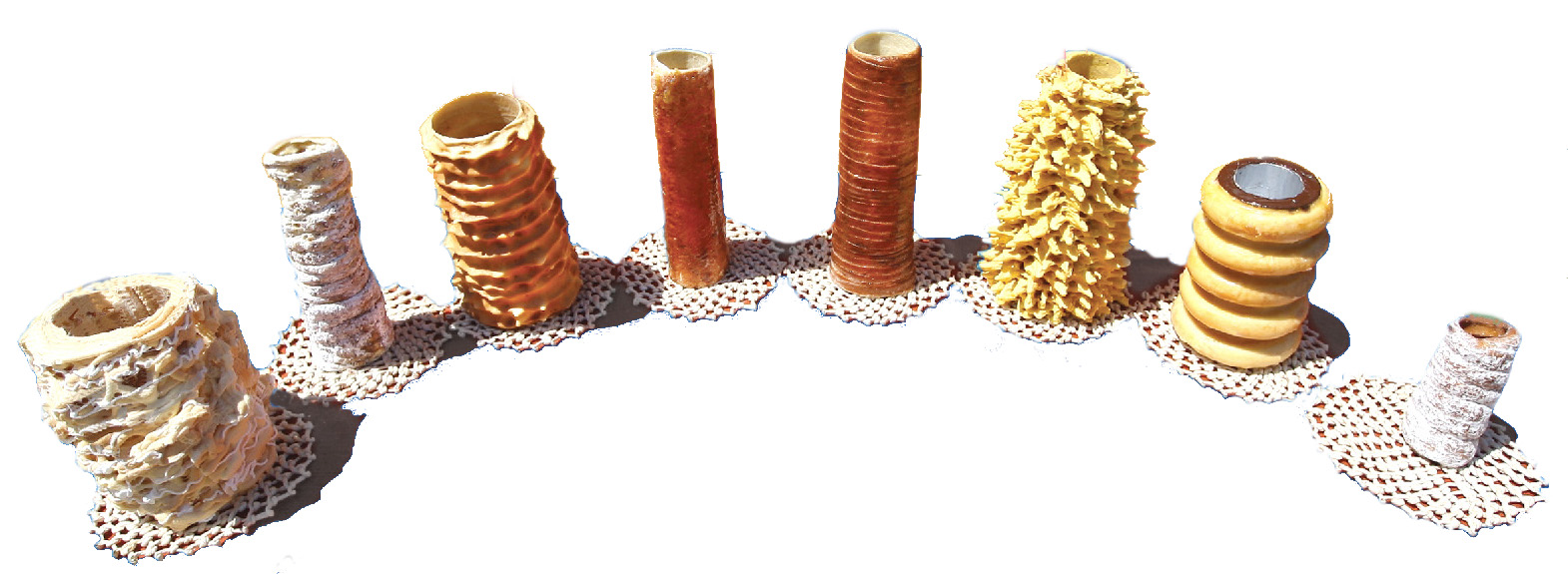
El kürtőskalács és una varietat de pastissos europeus

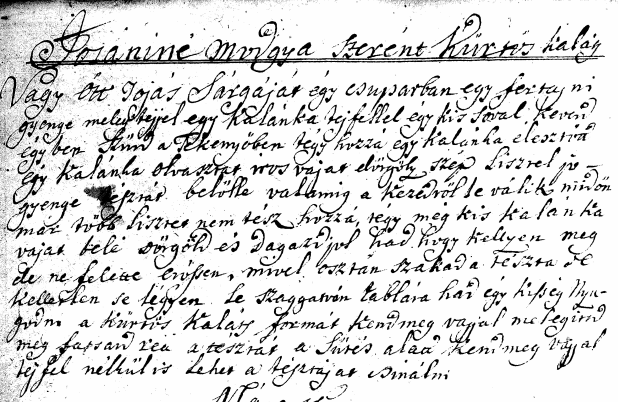
Extracte del llibre de cuina del comte Mária Mikes de Zabola, amb la primera recepta coneguda de kürtőskalács

La primera recepta coneguda de Kürtőskalács és originària de Transsilvània, inclosa en el llibre de cuina de la comtessa Mária Mikes de Zabola de 1784 ("kürtős kaláts' à la Mrs. Poráni"). Tanmateix, no fa menció a cap edulcorant de la preparació. Una recepta del llibre de cuina escrit per Kristóf Simai el 1795 a l'alta Hongria (actual Eslovàquia) esmentava per primera vegada "edulcorant després de la cocció". El Trdelnik de Skalica es basa en una preparació similar, amb la superfície del pastís coberta de fruits secs picats (per exemple, noguera, ametlla) abans de coure i sucre que s'afegeix només després de coure.

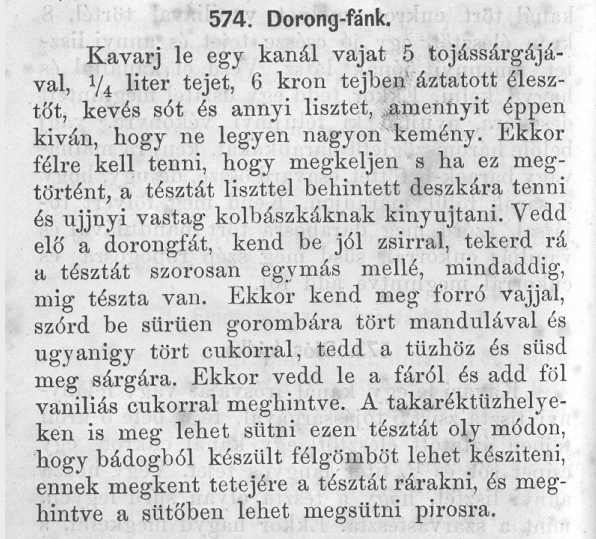
Text de Rézi néni Szakácskönyve (Llibre de cuina de la tieta Rézi), publicada a Szeged el 1876 i que conté la primera recepta que aplica sucre per aspersió a kürtőskalács abans de coure-la per aconseguir un esmalt de sucre caramel·litzat.

Van passar gairebé 100 anys abans que es fes la primera menció del següent pas en l'evolució de kürtőskalács, l'aparició d'un esmalt de sucre caramel·litzat, al llibre de cuina de la tieta Rézi escrit per Terézia Dolecskó el 1876, publicat a Szeged, Hongria. La recepta suggereix "polvoritzar sucre" sobre la massa.
A causa de la calor, el sucre es caramelitza i també entra en el que es coneix com a reacció de Maillard. L'esmalt de sucre que es fon per convertir-se en caramel forma una capa contínua, que també augmenta la fermesa del pastís. Poc després es va aplicar sucre pur (no sucre d'ametlles) a la superfície de la massa abans de coure, fins i tot amb l'omissió d'endolcir després de coure. El llibre de cuina d'Agnes Zilahi titulat Valódi Magyar szakácskönyv (El llibre de cuina real hongarès), que va aparèixer a Budapest el 1892, presenta una recepta d'aquest tipus.
El primer esment de cobertures addicionals aplicades a l'esmalt de caramel apareix a Rézi néni szakácskönyve (Llibre de cuina de la tieta Rézi). L'ús de nous triturades, picades o confitades aplicades com a cobertura addicional es va popularitzar només a finals del segle xx. Pel que sabem, el llibre de cuina de Pál Kövi, Erdélyi lakoma (Festa de Transsilvània), que va sortir el 1980, sembla ser la primera font amb la punta d'aplicar aquest tipus de cobertura. L'ampli espectre de cobertures de canyella, coco, cacau, etc. va començar a rebre una àmplia aplicació només a finals de segle.
La variant actual de kürtőskalács al forn va evolucionar a la República de Szeklerland a la primera meitat del segle xx. És específic d'aquesta variant que la superfície de la massa crua embolicada al voltant de l'espit s'aplana pel procediment habitual de fer-la rodar sobre una superfície plana esquitxada de sucre granulat. Mitjançant aquest procediment, les capes de massa que s'enrotllen al voltant de l'espit es premen juntes, cosa que fa que el pastís sigui més suau, d'estructura més compacta i elegant. El primer registre escrit d'aquesta tècnica apareix al llibre de cuina de Mrs. Zathureczky, nascuda Manci Zlech, que es va publicar a Barót entre 1934 i 1943. El llibre de cuina, titulat Erdélyi ízek (Gustos de Transsilvània), que va aparèixer a Miercurea-Ciuc, publicat el 2007, ofereix una recepta d'aquest tipus.

### Propagació

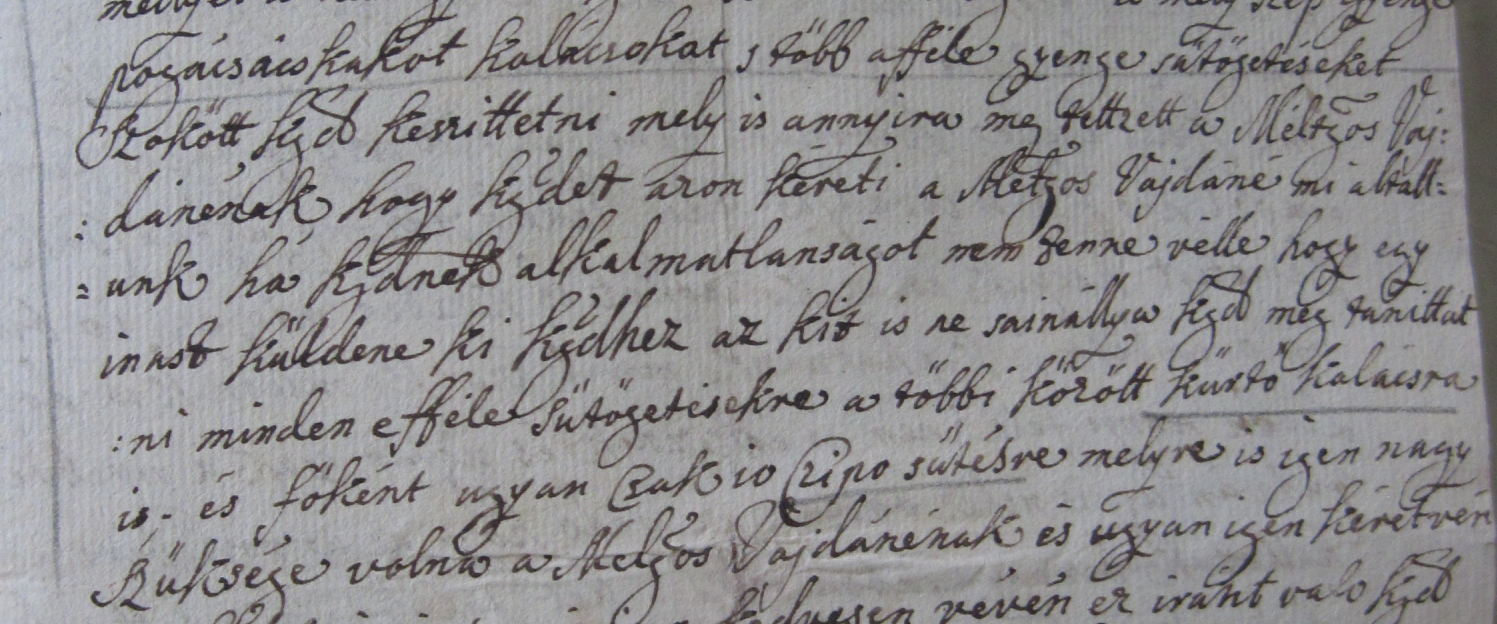
Carta de la Sra. Feratti, nascuda Ágnes Kálnoki (Iași, 1723), en la qual es troba la primera menció del terme kürtő kaláts, és a dir, kürtőskalács. La carta original es pot trobar a l'Arxiu Estatal de Cluj.

Els kürtőskalács es van popularitzar entre la noblesa hongaresa a principis del segle xviii. Un indici sobre un origen austríac o alemany és el fet que un noble conservador de Transsilvània, Péter Apor, a la seva obra Metamorphosis Transylvaniae no menciona Kürtőskalács a la llista d'aliments tradicionals hongaresos, per totes les proves que tenim sobre el pastís que ja existia al seu cuina de la dona. En una carta d'una mare superior de Moldàvia dirigida a la senyora Péter Apor, nata Borbála Kálnoki, l'escriptor pregunta a la Sra. Apor si podria tenir un majordom per fer l'art de coure kürtőslalács: "La honorada mare superior us prega si us pugui enviar un majordom amb l'esperança que no estalvieu cap dolor i ensenyeu-li amablement algun art de coure kürtőslalács entre altres".

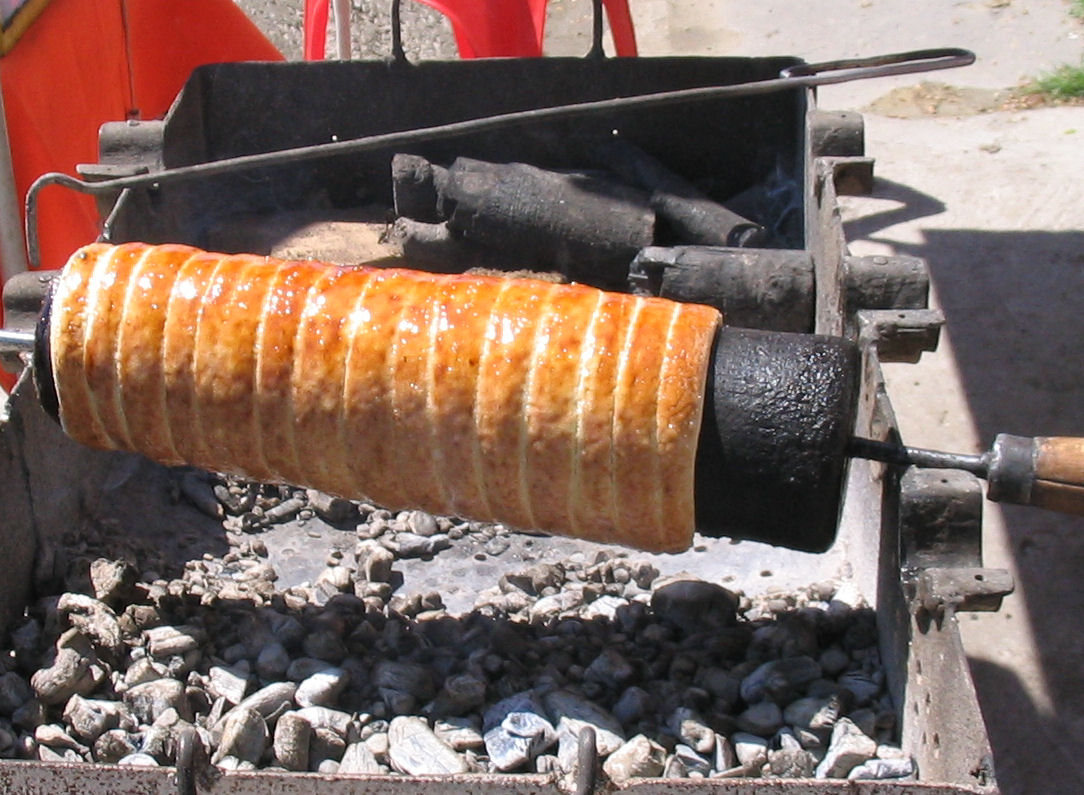
S'acaba la cocció.

A finals del segle xviii, els kürtőskalács s'havien popularitzat a totes les regions de parla hongaresa com a element definitori de la cuina urbana i rústica. Al primer volum d'A Székelyföld leírása (Descripció de Szeklerland) del 1868, Balázs Orbán escriu sobre la llegenda de la gènesi d'Udvarhelyszék, que sosté que els sículs, perseguits a les coves i bloquejats posteriorment pels tàtars, van acabar amb l'enemic en presentar-se els van fer un enorme kürtőskalács de palla que van mantenir fora de la cova per demostrar que tenien subministraments per suportar el setge. Al llarg dels segles XIX i XX, la recepta del pastís es va enregistrar en nombrosos llibres de cuina populars.
Com a resultat de la urbanització a principis del segle xx, el kürtőskalács fou substituït per pastissos més nous. Però a la perifèria oriental de les regions de parla hongaresa, a la República de Szeklerland, la xemeneia va sobreviure fins a finals del segle xix i, en conseqüència, el kürtőskalács s'ha conservat com una tradició viva a les regions habitades pels secs. Fins al moment els kürtőskalács cuits al damunt de les cendres es consideren essencials per al menú de casaments de Transsilvània.

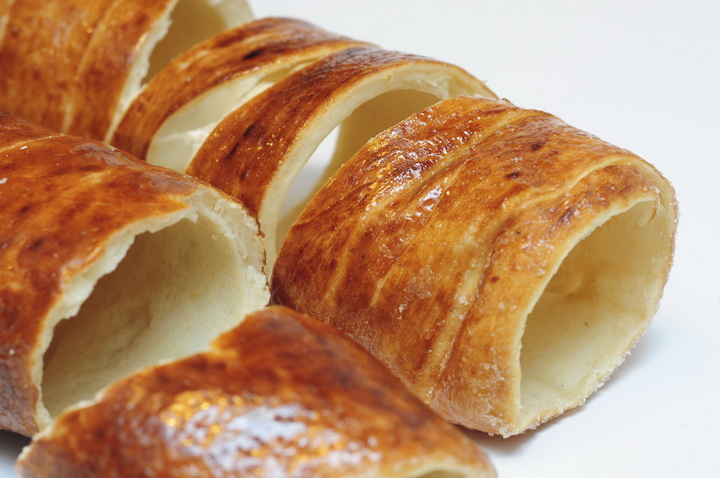
A punt per menjar

Després del canvi de règim el 1989, els kürtőskalács es van convertir en la delícia local tradicional que s'oferia als turistes hongaresos que visiten els pobles secs i, per tant, en un element de la imatge internacional tant dels Països Secs com de Transsilvània. Aquesta tradició gastronòmica, que anteriorment s'havia conservat merament a les comunitats de secs rurals, va anar progressivament retrocedint cap a la cultura de l'elit hongaresa, principalment a causa del turisme. A mitjan dècada de 1990, els kürtőskalács es van popularitzar a la majoria de ciutats d'Hongria i els turistes que van visitar Hongria van informar sobre el "magnífic, dolç i tubular tracte" amb admiració. Tanmateix, a causa de les migracions internacionals i del turisme, kürtőskalács ja no es considera només un símbol secuà o hongarès, sinó més aviat com a representant de la gastronomia europea.

## Variants
Es poden distingir tres variants de kürtőskalács, que es fabriquen de manera similar.
La recepta de la variant casolana tradicional es va normalitzar a principis del segle xx. Els ingredients s'especifiquen fermament i se solen coure per sobre de les cendres. Els ingredients essencials són: sucre, farina de blat, mantega, llet, ous, llevats i sal. Les cobertures addicionals es restringeixen a les nous, ametlles, canyella en pols o sucre vainilla triturades o triturades a base de vainilla en pols natural.
A finals de segle XX també es van popularitzar unes variants específiques per carnaval. Amb aquesta variant, la recepta és més flexible de manera que es pot fabricar en llocs més petits i mòbils, cosa que la fa molt més barata. En aquesta variant, la mantega es pot substituir per oli vegetal o margarina i la llet per llet en pols. A més, els ous es poden substituir per ous en pols o ous líquids, però també es pot ometre aquest ingredient. A canvi, es pot afegir a la massa ratlladura de llimona ratllada, extracte de cítrics naturals o suc de cítrics, rom o sucre en vainilla. A la superfície se li pot proporcionar qualsevol complement addicional que tingui sabor i aroma.
Altres variants alternatives van aparèixer a principis del segle XXI. Aquestes receptes poden ser encara més flexibles. La massa es pot fer amb farina que no sigui de blat. A la part tubular interior també se li pot donar un recobriment addicional i pot abundar en altres ingredients naturals (per exemple, peces de fruita). Els kürtőskalács alternatius també es poden preparar sense gluten. Un pastís que no tingui ingredients d'origen animal (llet, mantega, ous) es pot etiquetar com a "vegà" o "quaresma".
El Kürtősfánk (Kürtősh Donut) és un pastís de forma similar, que es cou en oli o greix i es completa amb sucre després de coure-ho o farcit de nata muntada.

## Procés de cocció

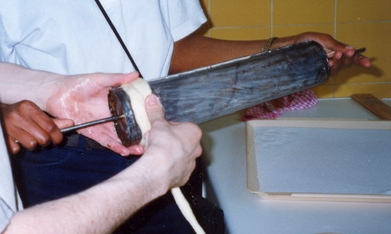
Enrotllar la tira de massa a la brasa.

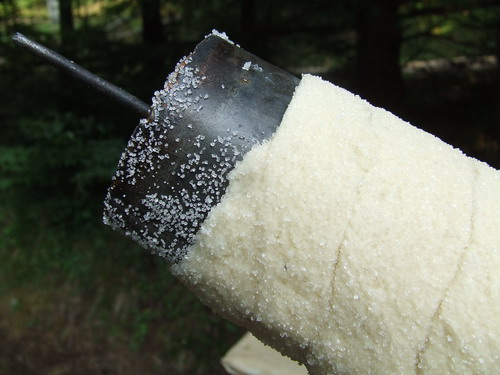
Després de caragolar amb el sucre.

El Kürtőskalács estan format per una massa de llevat relativament dura i seca. Un "cordill" de massa s'embolica al voltant de la longitud de l'espit i, a continuació, l'espit amb la tira de massa a sobre es fa rodar amb sucre. Abans o durant la cocció, es raspalla amb mantega fosa. El pastís està llest quan la seva superfície té un color uniforme, marró-vermellós.
Estrictament, els kürtőskalács casolans es poden elaborar exclusivament amb ingredients naturals (farina, sucre, llet, mantega, ous, llevats i sal). En d'altres variants només canvien la margarina i sucre en pols de vainilla que poden ser sintètics.

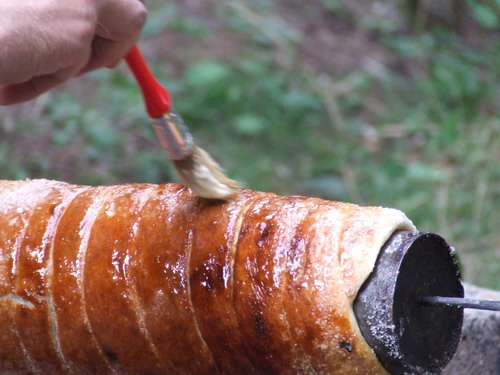
Raspallar amb mantega fosa mentre es cou.

Els Kürtőskalács es poden enriquir amb altres aromes i sabors. Es pot utilitzar qualsevol ingredient extra a sobre que no contingui sal, formatge, carn ni altres ingredients no dolços.
Entre les pastes que es relacionen més sovint amb els kürtőskalács, hi trobem el saxó transsilvani Baumstriezel, que té una forma de cilindre en lloc d'una hèlix, el Skalicky Trdelnik d'Eslovàquia (antiga Alta Hongria), així com també el Trdlo / Trdelnice / Trdelnik de la regió txeca-morava. Es diferencien dels kürtőskalács sobretot pel fet que no hi ha esmalt de sucre de caramel aplicat a la seva superfície.

## Noms estrangers
Les nacions veïnes tenen el seu propi nom per al pastís. Entre els saxons, que abans vivien a Transsilvània, es va popularitzar la traducció literal de la paraula kürtőskalács, o Schornsteinkuchen. Els polonesos i els romanesos utilitzen tant la transcripció fonètica de la paraula kürtőskalács com la traducció de l'adjectiu - cúmul nominal de magyar kalács o székely kalács (Kurtoszkalacz o Wegierski kolacz i respectivament Colac Secuiesc o Cozonac Secuiesc). Altres versions utilitzen una transcripció fonètica de la paraula composta sencera (Kurtosh Kalach) o una transcripció fonètica del primer element del clúster, com ara "Kurtosh" per a kürtős seguida d'una traducció del seu segon element, com "pastís" per a kalács.